# Sant'Antonio in Campo Marzio (titolo cardinalizio)
Sant'Antonio in Campo Marzio (in latino: Titulus Sancti Antonii in Campo Martio) è un titolo cardinalizio istituito da papa Giovanni Paolo II il 21 febbraio 2001. Il titolo insiste sulla chiesa di Sant'Antonio in Campo Marzio.
Dal 14 febbraio 2015 il titolare è il cardinale Manuel José Macário do Nascimento Clemente, patriarca emerito di Lisbona.

## Titolari
- José da Cruz Policarpo (21 febbraio 2001 - 12 marzo 2014 deceduto)
- Manuel José Macário do Nascimento Clemente, dal 14 febbraio 2015